# Kuc Pottok

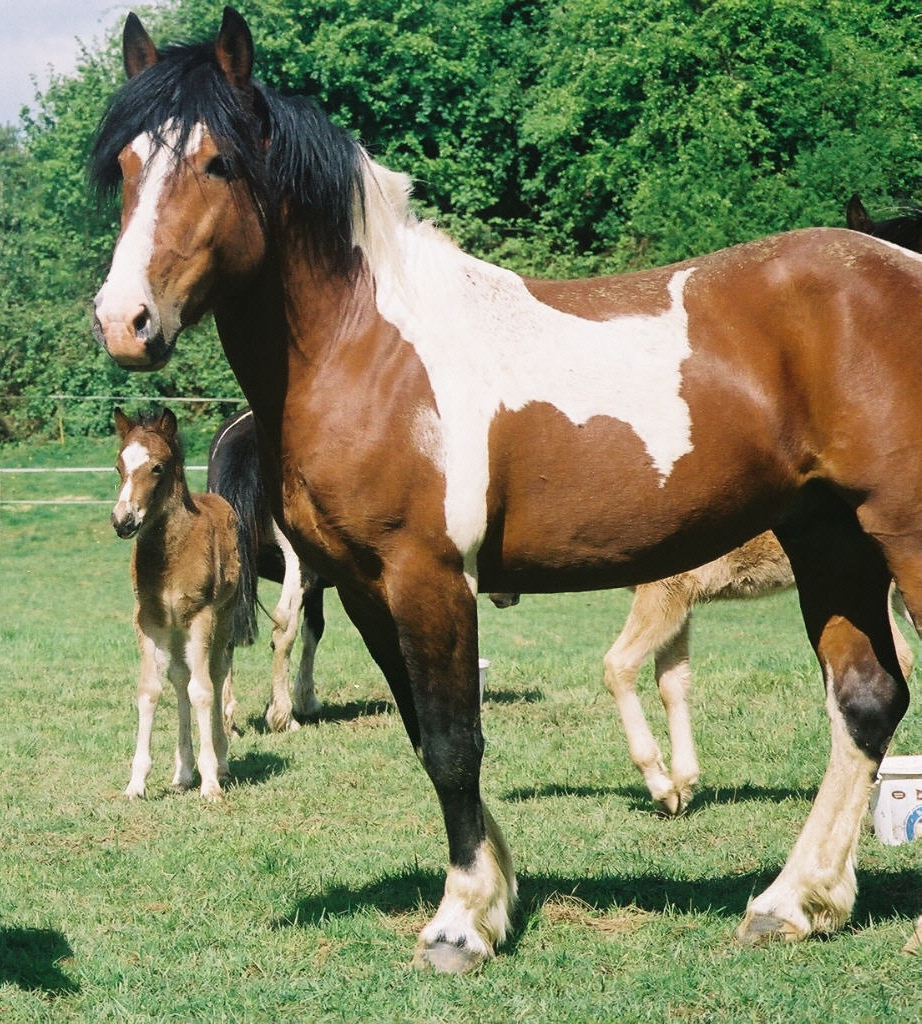
Kuce Pottok

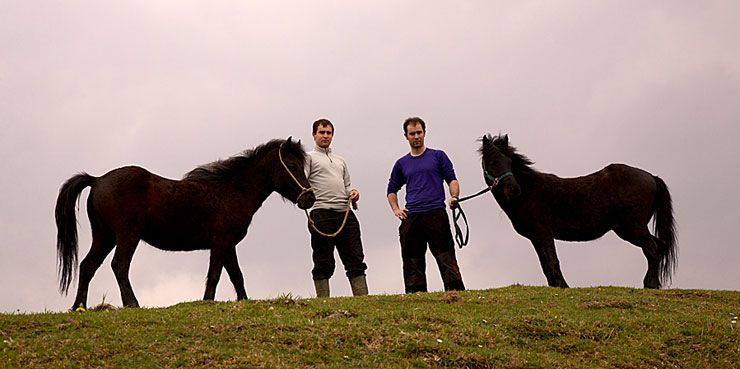
Pottoki wyhodowane przez Towarzystwo ZAPE

Kuc Pottok (kuc baskijski lub pottok, ang. Pottok lub Pottoka, bask. pottoka) – kuc żyjący w stanie dzikim w Pirenejach, regionie częściowo należącym do Francji, a częściowo do Hiszpanii. Pottok jest baskijskim słowem, oznaczającym małego konia. Dzieli się na trzy odmiany: standard, podwójny i srokaty. Posłuszny, a równocześnie energiczny, niezawodny i nadzwyczajnie mocny Pottok świetnie nadaje się jako kuc wierzchowy dla dzieci.
Księgę stadną dla tej rasy założono w roku 1970, dzieląc kuce na trzy sekcje. Sekcja A to pottoki czystej krwi, umaszczone ciemno i jednolicie, nieprzekraczające 130 cm wzrostu. W sekcji B znajdują się kuce czystej krwi, bez ograniczeń dotyczących maści. Ich wzrost nie może przekraczać 140 centymetrów. Sekcja C natomiast to krzyżówki z kucami walijskimi i arabami, posiadające co najmniej 50% krwi pottoków i nie wyższe niż 147 cm.

## Budowa,pokrój,eksterier
Głowa średniej wielkości, o przeważnie prostym profilu. Szyja krótka, łopatki strome, a kłąb wydatny. Klatka piersiowa obszerna, a zad zaokrąglony. Kończyny mocne i suche, o prawidłowej postawie z małymi, ale wytrzymałymi kopytami.

## Ogólne dane
- Typ rasowy – gorącokrwisty
- Pochodzenie – Francja
- Występowanie – Francja, Hiszpania
- Maść – gniada, skarogniada, srokata, rzadziej kasztan czy kara, bardzo rzadko siwa
- Wysokość – 1,15–1,47 m